# 世知原線
世知原線（せちばるせん）は、かつて長崎県北松浦郡吉井町（現・佐世保市）の肥前吉井駅（現・吉井駅）から同県北松浦郡世知原町（現・佐世保市）の世知原駅までを結んでいた、日本国有鉄道（国鉄）の鉄道路線である。1971年に廃止された。

## 路線データ（廃止時）
- 路線距離（営業キロ）：6.7 km
- 軌間：1,067 mm
- 駅数：3駅（起終点駅含む）
- 複線区間：なし（全線単線）
- 電化区間：なし（全線非電化）
- 閉塞方式：

## 歴史
世知原町等の佐々川流域にある炭鉱からの石炭輸送のため、佐世保鉄道が岡本彦馬専用鉄道を譲り受けて運営した軌間762 mmの軽便鉄道で、地方鉄道としては1933年に貨物線として開業した。翌年に旅客営業も開始し、1936年には買収・国有化され、鉄道省（国有鉄道）松浦線の名無し支線となった。1945年、松浦線の改軌工事完成に伴って、枝線が松浦線から分離され、世知原線となったが、沿線の炭鉱が閉山すると衰退し、レールバスのキハ10000形（キハ02形）が細々と走る程度になった。
1968年には、鉄道としての使命を終えたものとして、同じく松浦線の支線であった臼ノ浦線とともに赤字83線にリストアップされ、1971年に廃止された。線路跡は現在サイクリング道路となっている。

### 年表
- 1896年（明治29年）：関西採炭株式会社が佐々 - 世知原間 (11.9 km)を九州松浦炭礦専用鉄道として建設
- 1902年（明治35年）：運営主体が合資会社松浦炭礦へ改組
- 1932年（昭和7年）：松浦炭礦の鉱業権者である岡本彦馬の個人経営へ移行、岡本彦馬専用鉄道と改称
- 1933年（昭和8年）10月24日：佐世保鉄道が岡本彦馬専用鉄道を買収し、地方鉄道として改めて開業。佐々 - 世知原間に吉井駅を設置、佐々 - 吉井 - 世知原間を貨物線として営業開始[1]。
- 1934年（昭和9年）
  - 2月11日：佐々 - 吉井 - 世知原間の旅客営業を開始、祝橋停留場を新設[2]。
  - 4月18日：吉井駅を肥前吉井駅に改称
  - 12月1日：御橋観音停留場を新設
- 1936年（昭和11年）10月1日：佐世保鉄道を買収し国有化、松浦線の一部とする[3]。祝橋を「いわいはし」から「いわいばし」に読みを変更
- 1944年（昭和19年）4月13日：佐々 - 肥前吉井 - 世知原間を改軌、御橋観音駅を廃止
- 1945年（昭和20年）3月1日：肥前吉井 - 世知原間 (6.7 km) を松浦線から分離し世知原線とする[4]。
- 1955年（昭和30年）4月15日13時54分：肥前吉井 - 祝橋駅間で豪雨による線路被害[5]。翌日10時18分運転再開[5]。
- 1967年（昭和42年）6月1日：祝橋 - 世知原間 (2.8 km) の貨物営業を廃止
- 1971年（昭和46年）
  - 4月1日：肥前吉井 - 祝橋間 (3.9 km) の貨物営業を廃止
  - 12月26日：全線 (6.7 km) を廃止
- 1974年（昭和49年）：線路跡地にサイクリングロードが整備される[6]。

## 駅一覧
全線長崎県北松浦郡内に所在。接続路線の事業者名は世知原線廃止時点のもの。
| 駅名       | 営業キロ | 営業キロ | 接続路線・備考       | 所在地   |
| 駅名       | 駅間     | 累計     | 接続路線・備考       | 所在地   |
| ---------- | -------- | -------- | -------------------- | -------- |
| 肥前吉井駅 | -        | 0.0      | 日本国有鉄道：松浦線 | 吉井町   |
| 御橋観音駅 | 2.0      | 2.0      | 1944年廃止           | 吉井町   |
| 祝橋駅     | 1.8      | 3.9      |                      | 吉井町   |
| 世知原駅   | 2.8      | 6.7      |                      | 世知原町 |

## 接続路線
- 肥前吉井駅：松浦線